# 卡斯多夫
卡斯多夫是德国莱茵兰-普法尔茨州的一个市镇。总面积4.06平方公里，总人口223人，其中男性112人，女性111人（2011年12月31日），人口密度55人/平方公里。